# 아셀라 (열차)
아셀라(영어: Acela)는 암트랙이 워싱턴 D.C부터 보스턴까지 운영하는 고속 틸팅열차이며, 2019년 9월까지는 아셀라 익스프레스(영어: Acela Express)였다. 차체설계는 곡선궤도에서 열차를 기울게 해 속도를 유지할 수 있게 한다. 북미에서 운행하는 유일한 고속철도로 북동 지역의 수송량을 적절히 감당하고 있다. 속도는 선로 상태에 따라 120km/h에서 최고 241km/h에 달한다. 하지만 아직 평균속도는 지구상 다른 고속철도에 비해 현저히 느린 편이다. 이러한 한계점에도 불구하고 국제유가 상승에 의한 항공료상승, 인근지역의 만성적인 교통정체, 그리고 강화된 공항보안검색은 아셀라의 경쟁력을 상승시켰다. 2010년 기준 일평균 8,818명, 연평균 3,218,718명이 이 노선을 이용했다.

## 개요
자동차 대국인 미국에서 철도의 여객은 대도시 근교 구간을 제외하고 이용자가 거의 전무한 대신 도시 간의 이동은 주로 비행기가 운항되고 있었다. 암트랙은 미국 동부를 중심으로 노선을 가지고 지금까지 뉴욕 ~ 워싱턴 D.C. 사이를 잇는 메트로 라이너를 시작한 특급 열차를 운행하고 있었지만, 비즈니스 여행객의 이용객을 제외하면 사실상 침체에 시달리고 있었다. 기사회생을 노리고 미국에서 가장 인구가 밀집한 지역을 연결하는 노스이스트 코리더 구간인 보스턴 ~ 뉴욕 ~ 워싱턴 D.C. 사이에 고속열차를 운행할 계획을 세웠는데 2000년에 시작한 아셀라로 틸팅 기능을 한 열차로 운행하고 있다.

## 운행 노선

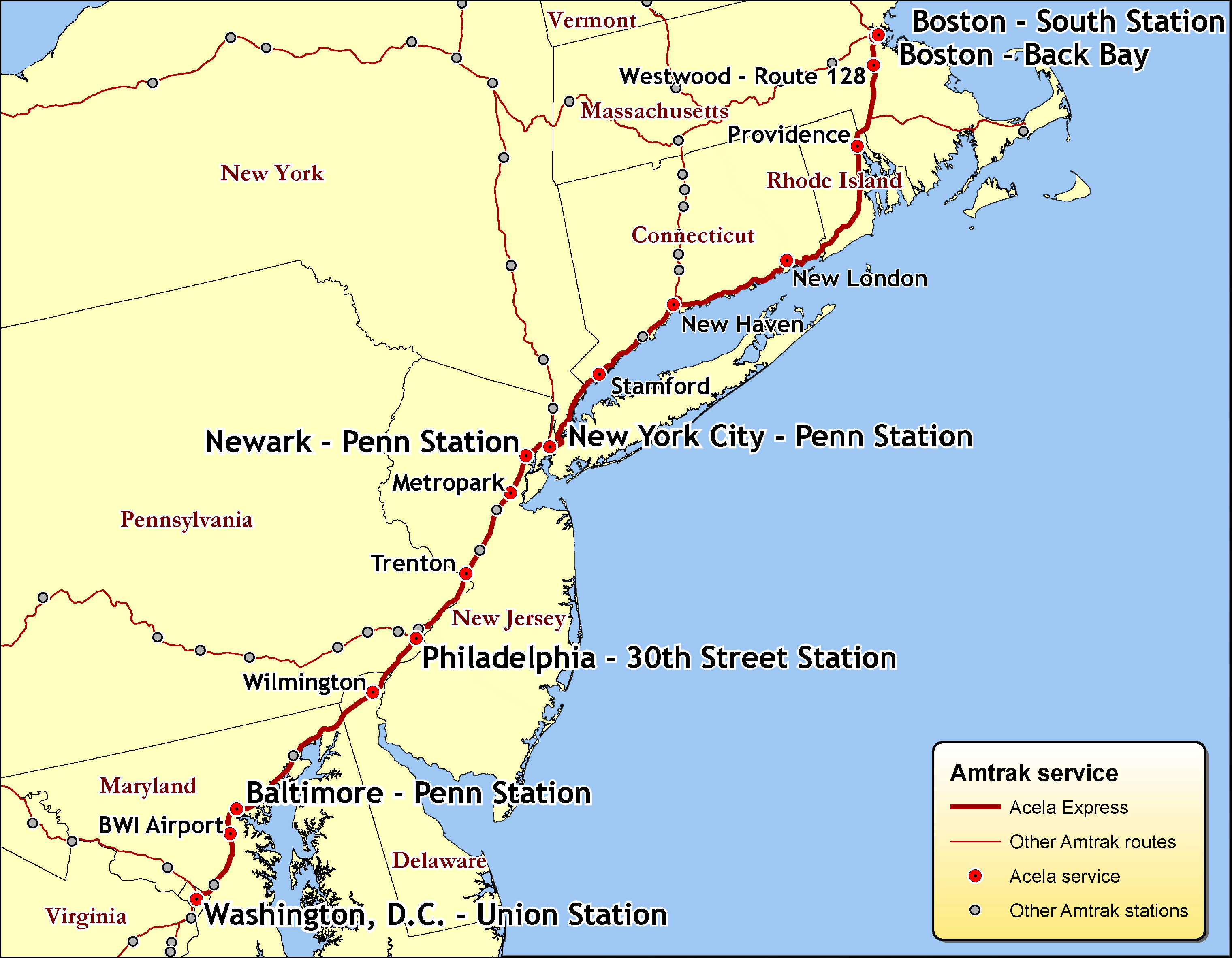
암트랙 아셀라 익스프레스 노선도 (interactive map)

| 정차역                      | 주             |
| --------------------------- | -------------- |
| 보스턴 남역 (MBTA)          | 매사추세츠주   |
| 백 베이역 (MBTA)            | 매사추세츠주   |
| 128호선역 (MBTA)            | 매사추세츠주   |
| 프로비던스역 (MBTA)         | 로드아일랜드주 |
| 뉴런던역*                   | 코네티컷주     |
| 뉴헤이븐 유니온역*          | 코네티컷주     |
| 스탠퍼드역*                 | 코네티컷주     |
| 뉴욕 펜실베이니아역         | 뉴욕주         |
| 뉴어크 펜실베이니아역       | 뉴저지주       |
| 메트로파크역*               | 뉴저지주       |
| 트렌톤역*                   | 뉴저지주       |
| 필라델피아 30 th 스트리트역 | 펜실베이니아주 |
| 월밍턴 역                   | 델라웨어주     |
| 볼티모어 펜실베이니아역     | 메릴랜드주     |
| 볼티모어 워싱턴 국제공항역* | 메릴랜드주     |
| 워싱턴 D.C. 유니언역        | 워싱턴 D.C.    |

## 접객 설비
좌석은 퍼스트 클래스와 비즈니스 클래스만 되어 있고 다른 열차의 일반석과 가격과 서비스에서 차이를 내고있다. 퍼스트 클래스는 다른 암트랙의 침대차뿐만 아니라 식사와 술을 포함한 음료가 서비스가 된다. 아세라 차내 판매 한정 샌드위치도 인기가 높다. 전 열차가 기본적으로 비즈니스 석 이상으로만 좌석이 편성되어 있다. 비즈니스 석은 2*2 배열로 되어 있다. 1등석(퍼스트석)은 2*1 배열이며, 운임은 비즈니스석보다 1.5배 정도 비싸다. 6호차에는 별도의 스낵 바가 편성되어 있다.

## 차량
차량은 프랑스의 TGV, 독일의 ICE, 스페인의 AVE, 이탈리아의 펜돌리노 스웨덴의 X2000 모델로 대부분 유럽의 고속 열차가 후보에 올랐고, ICE나 X2000는 실제로 시운전까지 갔지만 최종 선정 결과 TGV의 기술을 기반으로 한 차량을 통해 도입되었다. 해안을 달리는 특성 때문에 차체는 스테인리스 무도장을 적용했다.
고속열차 전용 시설이 없는 대신 재래선을 달린다. 뉴욕 ~ 필라델피아 ~ 워싱턴 D.C. 운행하는 동안 이전 시설이 남아있는 구간도 많기 때문에 2시간 47분이 소요된다. 한편 보스턴 ~ 뉴헤이븐 구간에 고속 운전 대응으로 최고 속도를 도달하는 구간도 있지만, 뉴헤이븐 ~ 뉴욕 사이에 느린 통근 열차와 같은 선로를 달리기 위해 속도를 줄여 가장 빠른 시간인 3시간 23분이 소요된다.
또한 아셀라의 운전 개시 후 운행했던 메트로 라이너는 2006년 10월 27일 마지막 운행을 가지고 현역에서 퇴역했다. 2015년 기준으로 이용객이 3,473,644명이 이 노선을 이용했다.

## 문제점
아셀라는 매년 미국 의회의 비난의 대상이 되고 있다. 암트랙 기사 회생을 위해 비장의 카드인 아셀라를 사용했지만 몇 가지 문제가 생기고 있다.
소요 시간
이 열차는 고속선이 아닌 재래선을 달리는 고속열차로 선형의 영향으로 속도에 한계가 있다.
고장
미국에서 유일되는 고속열차이므로, 부품의 균열 등에 의해 종종 모든 열차가 원인 규명을 위해 운행이 중단된 적이 있다.
2002년 8월 15일 좌우 흔들림 흡수 장치에 균열이 발견 되면서 전체 차량에 무기한 운행 정지했다. 2005년 4월 15일 브레이크 디스크에 균열이 발견된 운행이 중단 이후 두 사례도 원인 규명 후 운전을 재개했다.

## 사진

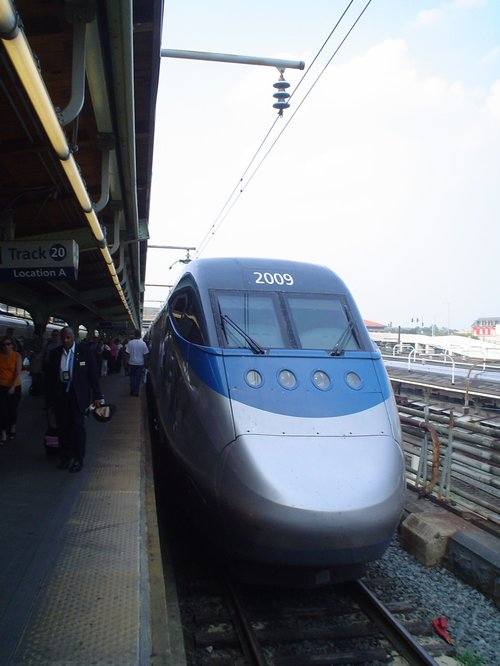
아셀라 2009호
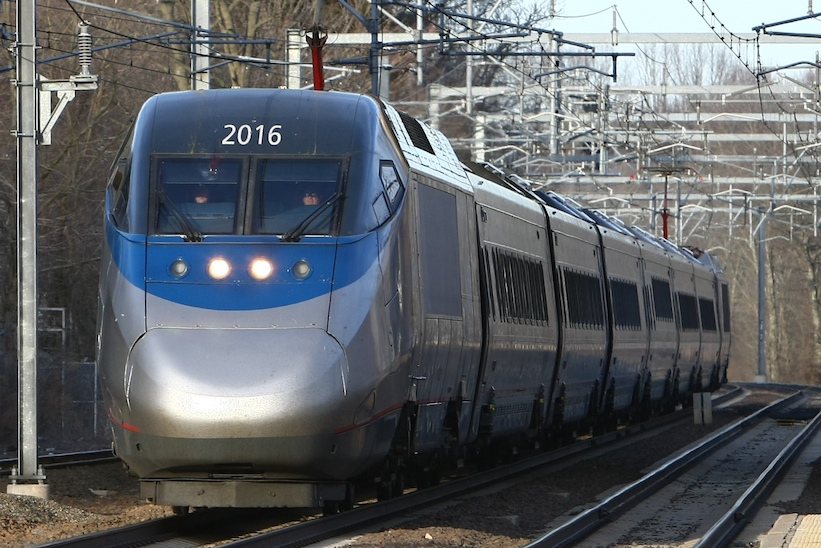
아셀라
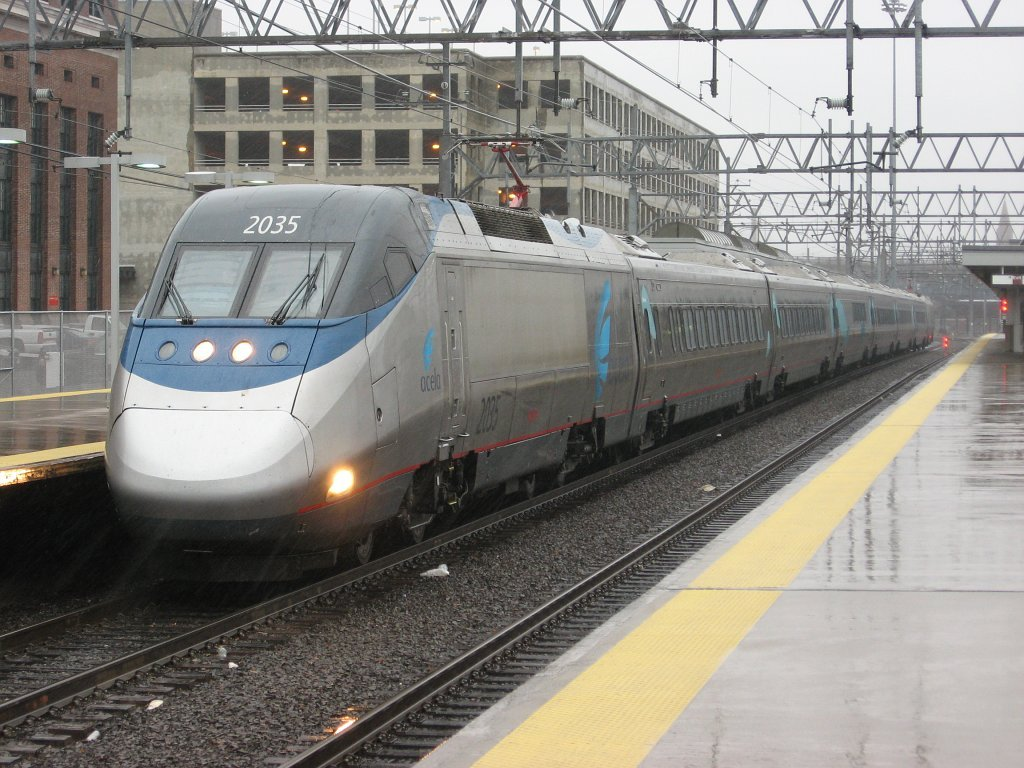
뉴헤이븐 역에 정차해 있는 아셀라
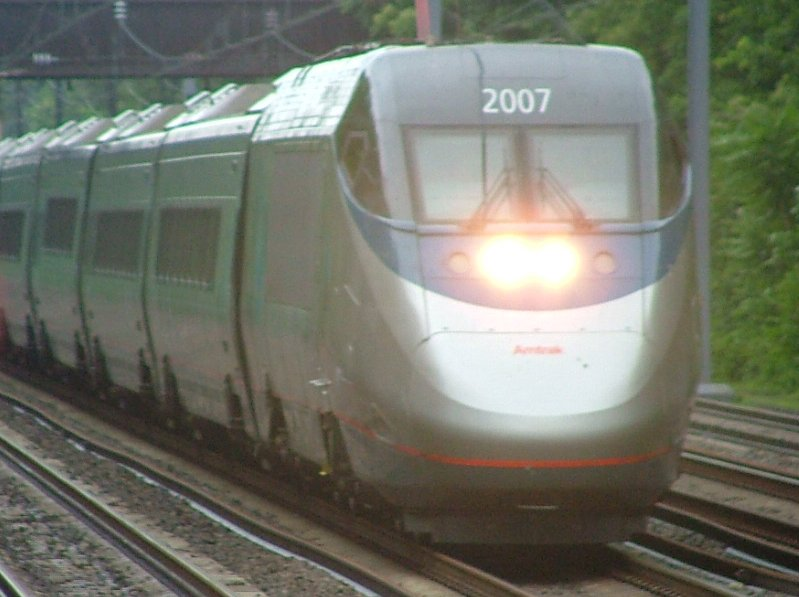
역으로 향하고 있는 아셀라
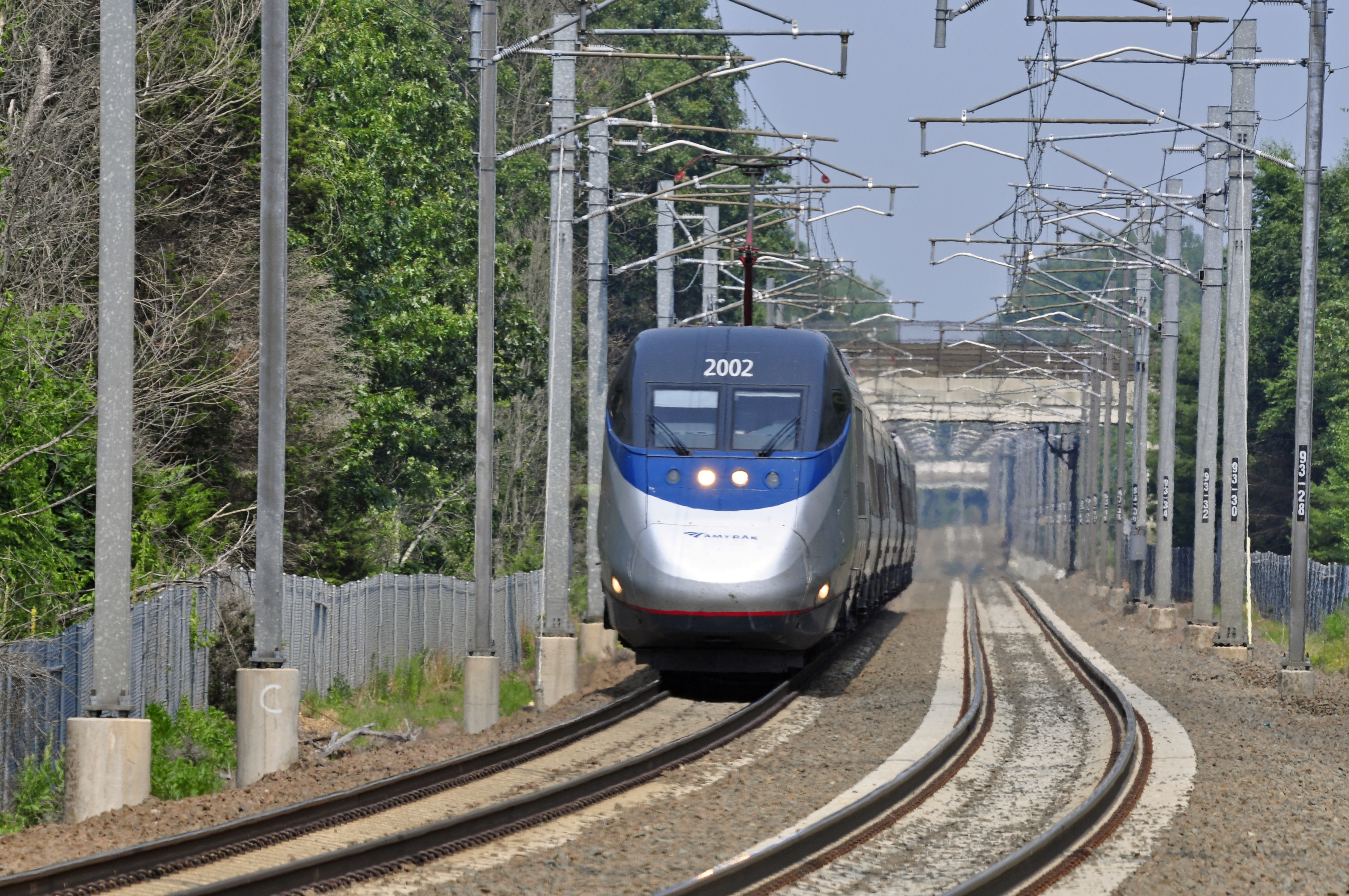
아셀라 2002호

## 같이 보기
- 암트랙의 운행 노선